# Тюбінгове кріплення

Кріплення тюбінгове

Кріплення тюбінгове (рос. крепь тюбинговая, англ. tubbing; нім. Tübbingausbau m) — суцільне гірниче кріплення з криволінійним контуром, яке складається з сегментів-тюбінгів, укладених по периметру виробки та поєднаних один з одним. Застосовується в горизонтальних, похилих і вертикальних гірничих виробках, а також в тунелях. Для виготовлення тюбінгів використовують сталь, чавун, залізобетон, вугільну пластмасу (вуглепласт).